# Volo Pan Am 812
Il volo Pan Am 812, operato da un Boeing 707-321B della Pan American World Airways registrato N446PA e denominato Clipper Climax, era un volo di linea internazionale da Hong Kong a Los Angeles, California, con scali intermedi a Denpasar, Sydney, Nadi e Honolulu. Il 22 aprile 1974 si schiantò su un terreno montuoso mentre preparava l'avvicinamento alla pista 09 dell'aeroporto di Denpasar dopo un volo da Hong Kong durato 4 ore e 20 minuti. Morirono tutte le 107 persone a bordo. Il luogo dell'incidente dista circa 79 km dall'Aeroporto Internazionale Ngurah Rai.

## Incidente
Il volo partì da Hong Kong il 22 aprile 1974 alle 11:08 UTC (19:08 ora di Hong Kong). Il tempo di volo stimato era di 4 ore e 23 minuti. Alle 15:23 UTC (12:23 ora di Bali nel 1974), il volo 812 era in avvicinamento verso Bali. L'aereo ha riferito di aver raggiunto i 2500 piedi. La torre di controllo diede l'ordine di continuare l'avvicinamento e invitò l'equipaggio a confermare il contatto visivo con la pista. Il pilota confermò e contestualmente chiese informazioni in merito alla visibilità dei controllori: "Ehi - Torre, qual è la tua visibilità là fuori adesso?"
Tuttavia, secondo la trascrizione del registratore vocale del controllo del traffico aereo, questo messaggio non è mai stato ricevuto dalla torre di controllo. Sembrerebbe che questo sia stato l'ultimo messaggio trasmesso dall'aereo. La torre ha continuato a cercare di contattare l'aereo chiamandolo più volte, ma non ha mai ricevuto risposta: il velivolo si era infatti schiantato su una montagna a circa 59,5 km a nord-ovest dell'aeroporto di Bali.

## Ricerca e soccorso
La torre di controllo di Bali perse immediatamente ogni contatto con l'aereo e dichiarò che l'aereo era scomparso. I paracadutisti e le autorità indonesiane si sono immediatamente recati sul luogo del probabile incidente, il punto dove era stato stabilito l'ultimo contatto radar con l'aeromobile. L'ultimo contatto è stato stabilito sul Monte Mesehe, un vulcano dormiente situato vicino all'aeroporto.
I resti dell'aereo sono stati ritrovati il giorno seguente da 2 abitanti del villaggio. Non ci furono sopravvissuti.
Il recupero delle salme si è rivelato difficoltoso a causa delle asperità del terreno, trovandosi in una zona montuosa, per questo motivo i soccorritori hanno per altro dovuto rinunciare a recarsi sul posto per via aerea. Gli ufficiali del Tentara Nasional Indonesia-Angkatan Darat hanno stimato la durata dell'operazione di recupero in quattro o cinque giorni. Tre giorni dopo l'incidente, il 26 aprile, sono stati condotti sul luogo dell'incidente circa 300 soccorritori, ma l'operazione inizierà soltanto il giorno seguente. Sono stati ritrovati circa 43 corpi.

## Indagine
Diversi testimoni oculari hanno riferito che l'aereo fosse in fiamme prima di colpire il monte Mesehe, altri ancora che il capitano Zinke stava cercando di atterrare da nord-ovest, dove si trovavano le montagne, piuttosto che dal solito percorso (da est), quest'ultimo non aveva infatti alcun terreno ripido. Le testimonianze riportano poi che l'aeromobile esplose dopo l'impatto con la montagna. Alcuni testimoniarono che, durante l'incidente, l'aereo stava effettuato una virata. La compagnia aerea non ha mai fornito delle spiegazioni alla stampa relativamente alla causa dell'incidente, dichiarando di aspettare i risultati delle indagini.
Dato che l'aereo era di fabbricazione statunitense ed era stato registrato nel medesimo paese, l'NTSB si occupò delle indagini. Il governo indonesiano convocò anche i familiari delle vittime, nonché l'FBI, che si occupò di identificare le vittime.
L'FBI allestì un campo di crisi in un hangar a Denpasar. All'epoca, solo il 10% degli americani era schedato mediante impronte digitali. L'identificazione è stata ulteriormente rallentata dalla decisione del governo indonesiano di interrompere le indagini.
Il registratore dei dati di volo è stato recuperato il 16 luglio e il registratore vocale della cabina di pilotaggio è stato trovato il 18 luglio 1974. Il primo riportò diversi danneggiamenti all'involucro all'esterno dovuti all'impatto, mentre il secondo si trovava in buone condizioni.
L'esame della carcassa dell'aereo ha stabilito che non si trattò di una destrutturazione in volo: i detriti erano infatti concentrati in un'area piuttosto piccola, non si trovavano a grande distanza gli uni dagli altri. L'NTSB non trovò indizi che potessero far pensare ad un malfunzionamento ai motori, o prove dimostranti che l'aereo non fosse idoneo al volo.

### Sequenza di eventi basata sul rapporto finale
L'equipaggio riscontrò delle difficoltà nello stabilire un contatto radio con il controllo del traffico aereo di Bali. La prima comunicazione avvenne alle 15:06 UTC, dopodiché la torre ha incaricato il volo di modificare la frequenza a 128.3 MHz, dato che l'aereo si trovava ancora all'interno della giurisdizione del controllo del traffico aereo di Bali. Dopo il cambio di frequenza, le comunicazioni proseguirono senza ulteriori problemi.
Il capitano Zinke non riscontrò difficoltà durante la procedura di avvicinamento all'Aeroporto Internazionale Ngurah Rai di Denpasar. La procedura stabiliva che, prima dell'atterraggio, il volo si sarebbe dovuto mantenere a 12000 piedi, successivamente avrebbe dovuto le regole del volo strumentale fino all'atterraggio. I piloti erano a conoscenza della presenza di un terreno montuoso a nord dell'aeroporto, sapevano poi che il livello di volo 120 gli avrebbe consentito di oltrepassarle. L'equipaggio, a 25 miglia dal faro, chiede ai controllori di effettuare una virata a destra di 261 gradi, nonché una variazione del livello di volo per poter scendere di 1500 piedi.

Un cercatore di direzione automatico (ADF). Il puntatore dell'ADF è in direzione di un NDB (beacon non direzionale)

Alle 15:18 UTC l'equipaggio notò che il primo radiogoniometro oscillava, mentre il secondo rimaneva stabile. Pochi secondi dopo, contattò il controllore di volo riferendo di trovarsi che si trovava sopra la stazione girando in uscita scendendo al livello di volo 120. Autorizzato dal controllo del traffico aereo di Bali, il volo venne incaricato di contattare la torre di controllo dell'aeroporto. Dopo essersi messo in contatto con la torre, il volo 812 chiese una variazione del livello di volo per poter scendere sotto i 110 piedi, richiesta che tuttavia fu negata dalla torre di controllo.
L'equipaggio decise di effettuare una virata anticipata verso destra di 263 gradi. La svolta prematura è stata causata dal malfunzionamento del primo radiogoniometro, che ha oscillato. L'equipaggio ha supposto che si stesse avvicinando al non-directional beacon, tuttavia gli investigatori stabilirono che la svolta a destra venne effettuata ad una distanza di circa 30 miglia marine a nord del faro.
Sono stati fatti diversi tentativi per riguadagnare l'indicazione corretta sugli ADF dopo la svolta, tuttavia non è stato possibile dato che l'aereo era "protetto" dalla montagna. L'equipaggio ha quindi proseguito sulla stessa rotta e l'aereo ha impattato contro la montagna.

### Conclusione
È stato stabilito che la virata di 263 gradi eseguita, basata sull'indicazione di uno solo dei radiogoniometri, è la più probabile causa dell'incidente.

## Vittime
A bordo si trovavano 96 passeggeri provenienti da 9 paesi. 70 passeggeri erano diretti a Bali, 24 a Sydney e 2 a Nadi. Pan Am ha riferito che una settantina di passeggeri si stavano recando a Bali per una vacanza.
| Nazionalità    | Passeggeri | Equipaggio | Totale |
| -------------- | ---------- | ---------- | ------ |
| Stati Uniti    | 17         | 9          | 26     |
| Svezia         | 0          | 1          | 1      |
| Danimarca      | 0          | 1          | 1      |
| Giappone       | 29         | 0          | 29     |
| Indonesia      | 18         | 0          | 18     |
| Australia      | 16         | 0          | 16     |
| Germania Ovest | 4          | 0          | 4      |
| Canada         | 3          | 0          | 3      |
| India          | 6          | 0          | 6      |
| Filippine      | 2          | 0          | 2      |
| Taipei cinese  | 1          | 0          | 1      |
| Totale         | 96         | 11         | 107    |

Il pilota era il comandante Donald Zinke. Aveva effettuato un totale di 18 247 ore di volo, di cui 7 192 su Boeing 707. Era qualificato a pilotare sia questo modello di aeromobile che il Douglas DC-4. Il co-pilota era il primo ufficiale John Schroeder. Era qualificato ai comandi del 707 e aveva all'attivo un totale di 6 312 ore di volo, 4 776 delle quali su aeromobili Boeing 707. Il terzo pilota era terzo ufficiale Melvin Pratt, possessore di una licenza di pilota commerciale. Al momento dell'incidente aveva volato per un totale di 4 255 ore, 3 964 sui 707. Gli altri membri dell'equipaggio in cabina erano gli ingegneri di volo Timothy Crowley ed Edward Keating.

## Sviluppi successivi
L'incidente del volo 812 fu per Pan Am un campanello d'allarme: si trattava infatti del terzo Boeing 707 perso nell'oceano pacifico nel giro di un anno, dopo gli incidenti dei voli 806 a Pago Pago del 30 gennaio 1974 e del volo 816 a Papeete del 22 luglio 1973. Dopo l'incidente, Pan Am ha affrontato il problema attuando una forma di gestione delle risorse della cabina di pilotaggio. Conseguentemente non si verificarono altri incidenti ai danni dello stesso modello di velivolo.
Conseguentemente all'incidente, la Federal Aviation Administration ha ordinato un'ispezione approfondita delle operazioni di volo della compagnia aerea, inclusi l'addestramento dei piloti, le procedure operative, la supervisione e la programmazione dei piloti, le procedure di controllo e altre questioni correlate di sicurezza. La FAA non ha trovato criticità né ha rilevato procedure non sicure. Le indagini sono durate tre mesi.
L'8 maggio 1974, la Pan American Airways ordinò l'installazione di un nuovo dispositivo di allarme per la cabina di pilotaggio progettato per prevenire questo tipo di incidenti, che è stato installato sull'intera flotta della compagnia aerea. Progettato e prodotto da Sundstrand Data Control, Inc., si tratta di un perfezionamento del GPWS che introduce informazioni aggiuntive, ad esempio è in grado di rilevare se un aeromobile si sta dirigendo verso un pendio di montagna o se è troppo basso per poter atterrare. Si trattava di un supplemento automatico ai sistemi di allarme di altitudine più convenzionali, già installati sulla maggior parte dei velivoli Pan Am.
All'indomani dello schianto, la Pan Am ha interrotto i suoi voli da Hong Kong a Sydney tramite la rotta di Bali. È stato inoltre eretto un monumento dal reggente di Badung Regency Wayan Dana e dal governatore di Bali Soekarmen, con incisi i nomi delle 107 vittime.